# 조선청년총동맹
조선청년총동맹(朝鮮靑年總同盟)이란, 1924년 일제강점기 하에서 220여 개의 사회주의 계통 청년단체가 주축이 되어 결성한 청년단체 연합회이다.

## 역사
장덕수, 오상근, 박일병 등의 청년지도자들은 모든 청년단체의 통합을 구상하면서 ‘조선청년회연합회’를 결성하였는데, 1922년 제3회 정기대회에서 김사국, 이영, 한신교 등을 중심으로 하는 사회주의자들이 탈퇴하게 되고, 각지의 좌경 청년단체를 규합하여 1923년 3월 전조선청년당대회를 열었고, 김규열 등 3명을 대표자로 모스크바로 파견하였다. 1924년에는 무산계급의 청년단체를 총규합한다는 ‘신흥청년동맹’이 조직되었고, 서울청년회의 중심인물인 김사국, 최창익, 이영 등이 전국의 청년단체를 규합하여 ‘조선청년총동맹’ 결정을 주창하게 된다. 당시는 청년단체를 거부할 명분이 없던 상황이었으므로, 사회주의 계열 뿐만 아니라 민족진영의 단체도 함께 참여하였다. 이후 신흥청년동맹도 가담하여 1924년 4월, ‘조선청년총동맹’이 결성된다.
이후 1925년 4월, 박헌영 일파가 ‘조선공산당’을 조직하고 공산주의 청년단체인 ‘고려공산청년회’를 조직하면서 사회주의 청년단체와 공산주의 청년단체가 분립하게 된다. 1925년 11월 신의주의 공산청년단체였던 ‘신만청년회(新滿靑年會) 사건’을 계기로 탄압이 시작되었으며, 쇠퇴하게 된다.